# Tiquilia nuttallii
Tiquilia nuttallii är en strävbladig växtart som först beskrevs av George Bentham och William Jackson Hooker, och fick sitt nu gällande namn av A. Richards. Tiquilia nuttallii ingår i släktet Tiquilia och familjen strävbladiga växter. Inga underarter finns listade i Catalogue of Life.

## Bildgalleri

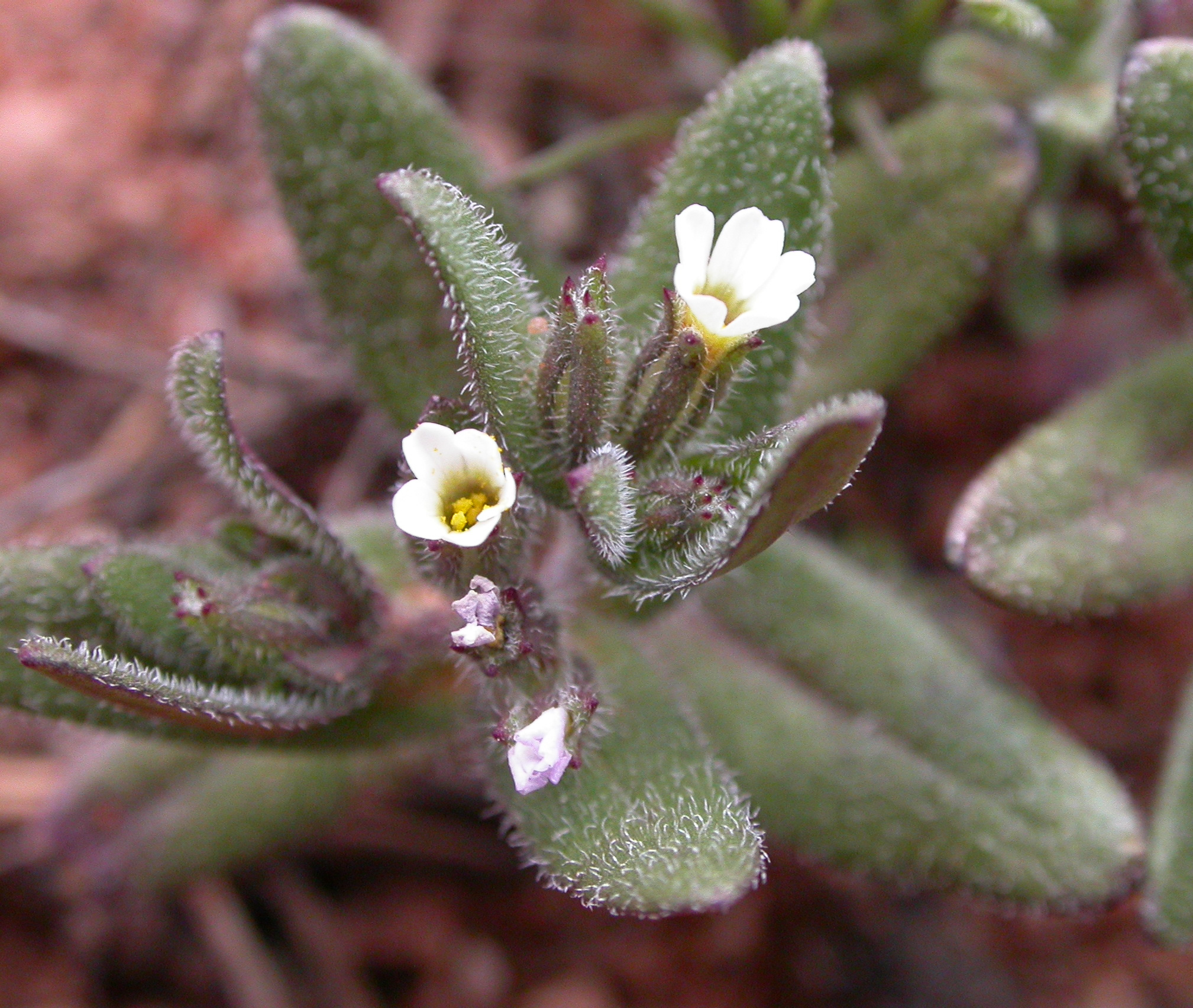
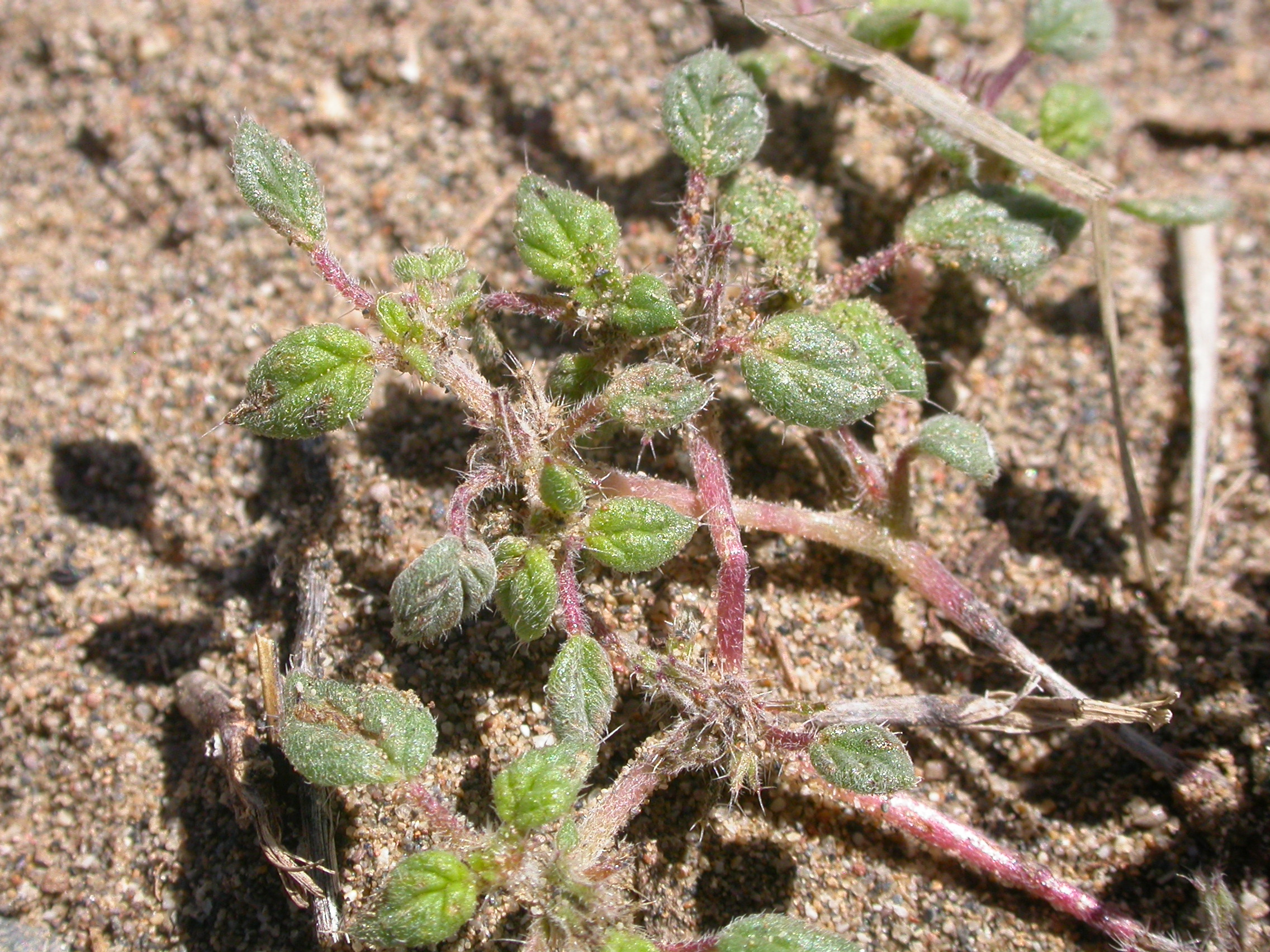
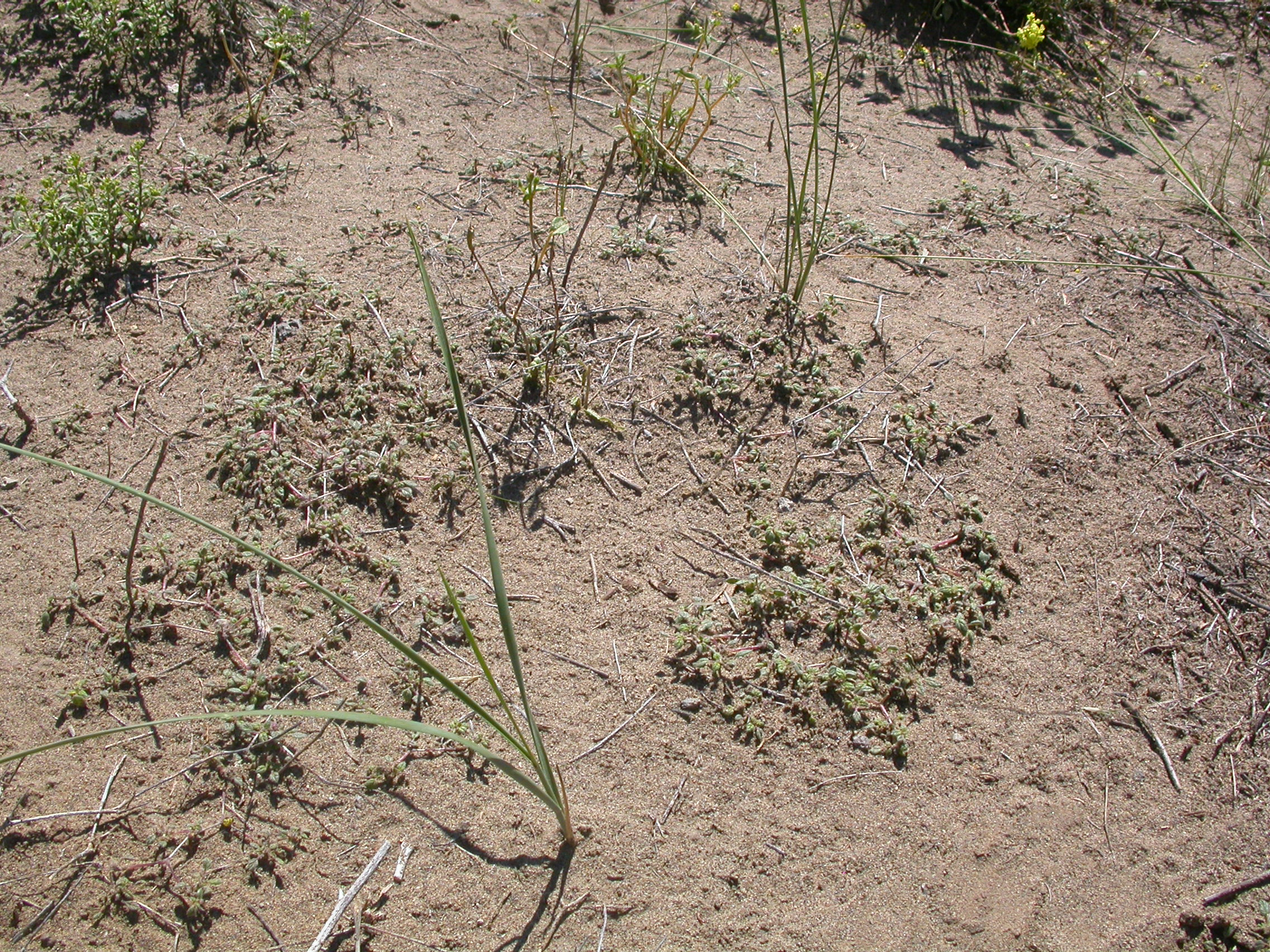
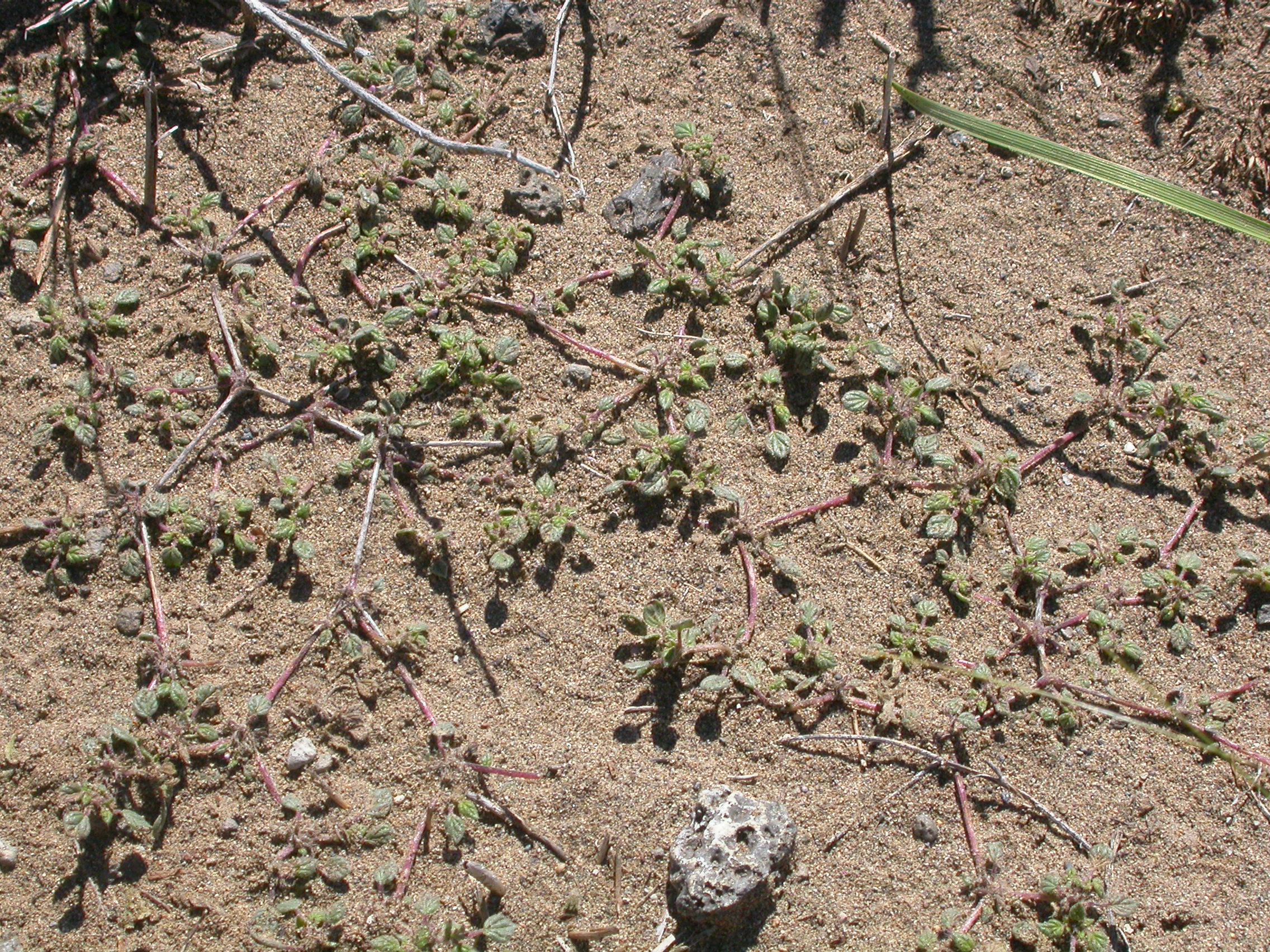
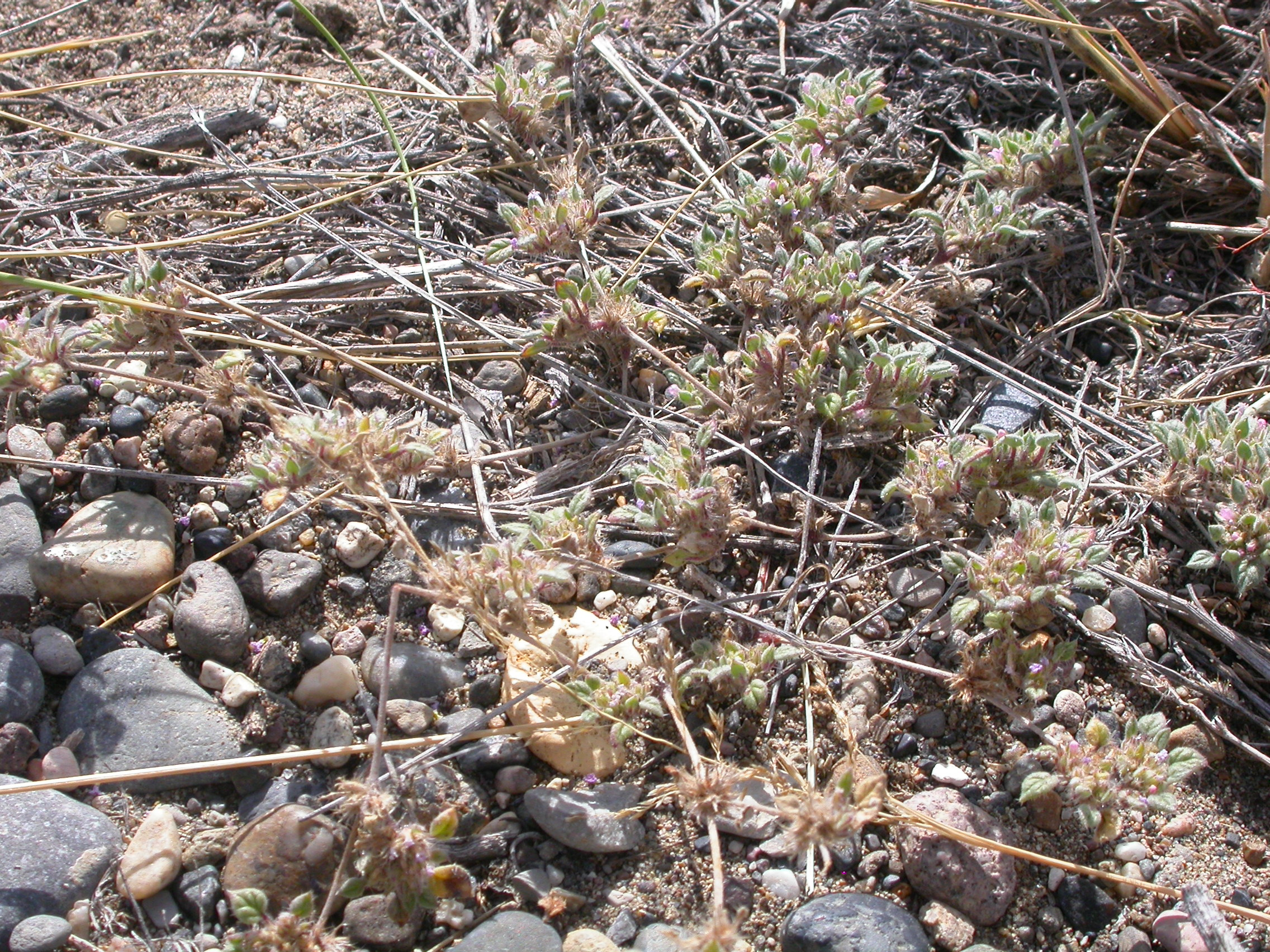
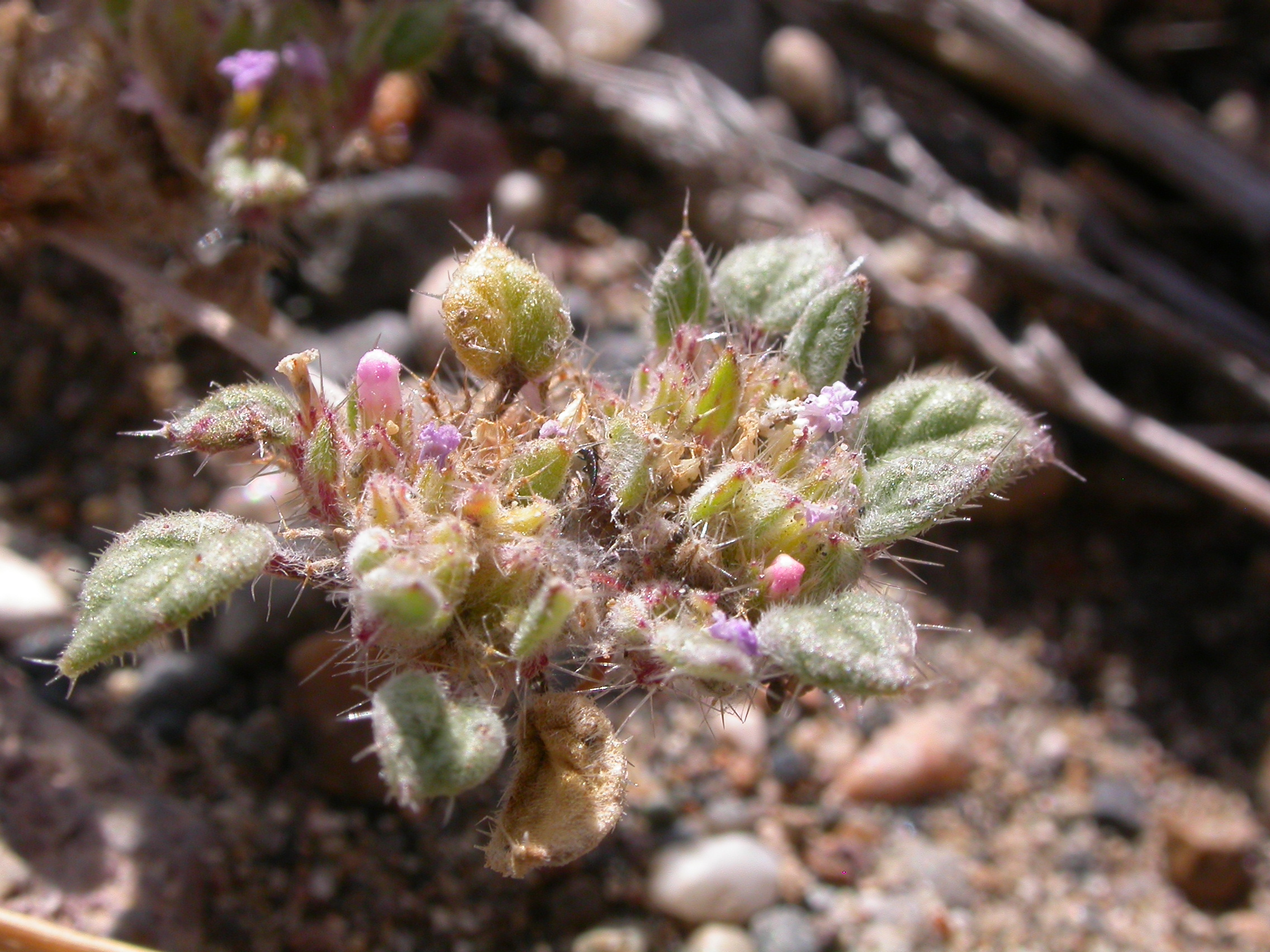